# 木泉 (亞利桑那州)
木泉（英語：Wood Springs）是位於美國亞利桑那州阿帕契縣的一個非建制地區。該地的面積和人口皆未知。

## 地理
木泉的座標為35°48′45″N 109°27′43″W / 35.81250°N 109.46194°W，而該地的平均海拔高度為1772米（即6785英尺）。